# CFM International LEAP
O CFM International LEAP-X é um motor turbofan produzido pela CFM International em parceria com a GE Aviation. É o sucessor do CFM International CFM56 e pode ser utilizado nas aeronaves Boeing 737 MAX,Airbus A320neo e Comac C919. O motor é utilzado nas companhias: Gol Linhas Aéreas Inteligentes, em Boeing 737-8 Max (LEAP-1B),Azul Linhas Aéreas, no Airbus A320neo (LEAP-1A) e pela China Eastern Airlines,no Comac C919 (LEAP-1C).